# 무성 양순 전동음
무성 양순 전동음 또는 안울림두입술떨림소리는 자음의 종류 중 하나다. 국제 음성 기호에서는 이 소리를 ʙ̥로 나타낸다.